# Pero egregiata
Pero egregiata är en fjärilsart som beskrevs av Perarsall 1906. Pero egregiata ingår i släktet Pero och familjen mätare. Inga underarter finns listade i Catalogue of Life.